# Świt (grupa artystyczna)
Świt – grupa artystyczna działająca w Poznaniu w latach 1921–1927.
Grupa zrzeszała członków zainteresowanych zagadnieniami formy i jej architektoniki, rozumianej przez każdego z artystów na swój sposób. Jednym z mott grupy było stwierdzenie, że natura powinna być naturalną, sztuka wymyśloną. Pierwsza wystawa odbyła się w Poznaniu w maju 1921, będąc istotnym wydarzeniem w kulturalnych dziejach miasta międzywojennego. W następnych latach wiosenne wystawy organizowano rokrocznie. Oprócz prac członków sprowadzano też dzieła artystów spoza grupy. Do zaproszonych w ten sposób artystów należeli m.in. Henryk Szczygliński, Konrad Krzyżanowski, Tadeusz Pruszkowski, czy Józef Czajkowski. Organizowano również wystawy artystów amatorów oraz dzieci. Wystawy wyjazdowe zorganizowano m.in. w Warszawie, Lwowie, czy Bydgoszczy. Założono także Klub Świtu – organizację popularyzującą działania artystyczne wśród społeczeństwa. Poważnym osłabieniem dla grupy była utrata własnego lokalu przy ul. Bukowskiej, który przeznaczono na Muzeum Przyrodnicze. W 1927 grupa rozpadła się na skutek tarć wewnętrznych między poszczególnymi artystami.
Do członków grupy należeli m.in.: Wiktor Gosieniecki, Karol Zyndram Maszkowski, Bronisław Bartel, Władysław Roguski, Jan Jerzy Wroniecki, Stanisław Jagmin, czy Adam Ballenstedt.